# مارك يانكوفسكي
مارك يانكوفسكي (بالفرنسية: Mark Jankowski)‏ (و. 1994  م) هو لاعب هوكي الجليد كندي، ولد في هاميلتون، مركز لعبه هو وسط ‏.

## التعليم
تعلم في كلية بروفيدنس.

## روابط خارجية
- مارك يانكوفسكي على موقع دوري الهوكي الوطني (الإنجليزية)
- مارك يانكوفسكي على موقع EliteProspects.com (الإنجليزية)
- مارك يانكوفسكي على موقع HockeyDB.com (الإنجليزية)
- مارك يانكوفسكي على موقع Hockey-Reference.com (الإنجليزية)